# A・マイケル・ボールドウィン
A・マイケル・ボールドウィン（A. Michael Baldwin,  1963年4月4日 - ）は、アメリカ合衆国の子役出身の俳優である。

## 来歴
1963年、カリフォルニア州ロサンゼルスに生まれる。父親は、テレビアニメ『原始家族フリントストーン』や『宇宙家族ジェットソン』、『ジャングル・ジョージ』なども手がけたアニメーターのジェラルド・ボールドウィンだった。カリフォルニア州立大学で10代が対象の演劇ワークショップのメンバーとして所属し、キャリアをスタート。1976年に『ボーイズ・ボーイズ/ケニーと仲間たち』に子役として映画デビューした。特に1979年に製作されたホラー映画『ファンタズム』の主人公として知られており、同作品では13歳の孤独な少年マイクを好演した。同作品自体も人気を得て、続編が5作目まで製作され、ボールドウィン自身もファンタズムII以外、すべてに出演している。また、俳優以外では1997年に『Vice Girls』などの映画の脚本も担当した。

## 出演作品

### 映画
- ボーイズ・ボーイズ/ケニーと仲間たち Kenny & Company (1976)
- ファンタズム Phantasm (1979)
- ファンタズム III Phantasm III: Lord of the Dead (1994)
- Vice Girls (1997) ※兼脚本
- ファンタズムIV Phantasm IV: Oblivion (1998)
- バーチャル・セックス Virtual Girl 2: Virtual Vegas (2001) ※ビデオ作品
- Brutal (2012)
- The Pick-Axe Murders Part III: The Final Chapter (2014)
- ファンタズム V：ラベジャー Phantasm: Ravager (2015)

### テレビドラマ
- ファンタスティック・ジャーニー The Fantastic Journey (1977)
- Eight Is Enough (1977, 1978)
- Voyagers! (1982)

### テレビアニメ
- I Am the Greatest!: The Adventures of Muhammad Ali (1977)